# جسر دختر (ميانة)
جسر دختر (بالفارسية: پل دختر) هو جسر تاريخي يعود إلى عصر القرن الثامن الهجري، ويقع في مقاطعة ميانة.